# Lesoma
Lesoma – wieś w Botswanie w dystrykcie Północno-Zachodnim. Osada leży na terenie leśnego rezerwatu Kasane Forest Extension. Według spisu ludności z 2001 roku wieś liczyła 410 mieszkańców.